# Spaniens håndboldlandshold (herrer)
Spaniens håndboldlandshold er det nationale håndboldlandshold i Spanien, og kontrolleres af landets håndboldforbund, Real Federación Española de Balonmano. Holdets største præstation er guldmedaljerne ved VM i 2005 i Tunesien og til VM i 2013 i Spanien. 

## Medaljeoversigt
| Turnering           | 1 | 2 | 3 | Total |
| ------------------- | - | - | - | ----- |
| Olympiske lege      | 0 | 0 | 4 | 4     |
| Verdensmesterskabet | 2 | 0 | 1 | 3     |
| Europamesterskabet  | 2 | 4 | 2 | 8     |
| Total               | 4 | 4 | 7 | 15    |

## Resultater

### Sommer-OL
- OL 1936: Ikke Kvalificeret
- OL 1972: 15.-plads
- OL 1976: Ikke Kvalificeret
- OL 1980: 5.-plads
- OL 1984: 8.-plads
- OL 1988: 9.-plads
- OL 1992: 5.-plads
- OL 1996:  Bronze
- OL 2000:  Bronze
- OL 2004: 7.-plads
- OL 2008:  Bronze
- OL 2012: 7.-plads
- OL 2016: Ikke Kvalificeret
- OL 2020:  Bronze

### VM
- VM 1938: Ikke Kvalificeret
- VM 1954: Ikke Kvalificeret
- VM 1958: 12.-plads
- VM 1961: Ikke Kvalificeret
- VM 1964: Ikke Kvalificeret
- VM 1967: Ikke Kvalificeret
- VM 1970: Ikke Kvalificeret
- VM 1974: 13.-plads
- VM 1978: 10.-plads
- VM 1982: 8.-plads
- VM 1986: 5.-plads
- VM 1990: 5.-plads
- VM 1993: 5.-plads
- VM 1995: 11.-plads
- VM 1997: 7.-plads
- VM 1999: 4.-plads
- VM 2001: 5.-plads
- VM 2003: 4.-plads
- VM 2005:  Guld
- VM 2007: 7.-plads
- VM 2009: 13.-plads
- VM 2011:  Bronze
- VM 2013:  Guld
- VM 2015: 4.-plads
- VM 2017: 5.-plads
- / VM 2019: 7. plads
- VM 2021:  Bronze
- / VM 2023:  Bronze

### EM
- EM 1994: 5.-plads
- EM 1996:  Sølv
- EM 1998:  Sølv
- EM 2000:  Bronze
- EM 2002: 7.-plads
- EM 2004: 10.-plads
- EM 2006:  Sølv
- EM 2008: 9.-plads
- EM 2010: 6.-plads
- EM 2012: 7.-plads
- EM 2014:  Bronze
- EM 2016:  Sølv
- EM 2018:  Guld
- EM 2020:  Guld
- EM 2022: Sølv
- EM 2024:13. - plads

## Seneste trup
Nuværende trup til EM håndbold 2020.
Landstræner:  Jordi Ribera
| Nr. | Navn                    | Position     | Kampe | Mål | Klub                       |
| --- | ----------------------- | ------------ | ----- | --- | -------------------------- |
| 1   | Gonzalo Pérez de Vargas | Målvogter    | 103   | 8   | FC Barcelona               |
| 5   | Jorge Maqueda           | Højre back   | 130   | 311 | SC Pick Szeged             |
| 6   | Ángel Fernández Pérez   | Venstre fløj | 52    | 140 | Vive Kielce                |
| 9   | Raúl Entrerríos         | Playmaker    | 260   | 587 | FC Barcelona               |
| 10  | Alex Dujsjebajev        | Højre back   | 90    | 198 | Vive Kielce                |
| 11  | Daniel Sarmiento        | Playmaker    | 111   | 225 | Saint-Raphaël Var Handball |
| 12  | Rodrigo Corrales        | Målvogter    | 63    | 2   | Paris Saint-Germain        |
| 13  | Julen Aguinagalde       | Stregspiller | 188   | 453 | Vive Kielce                |
| 14  | Ferran Solé             | Højre fløj   | 41    | 180 | Fenix Toulouse Handball    |
| 17  | Adrià Figueras          | Stregspiller | 57    | 136 | BM Granollers              |
| 21  | Joan Cañellas           | Venstre back | 179   | 456 | SC Pick Szeged             |
| 24  | Viran Morros            | Venstre back | 219   | 161 | Paris Saint-Germain        |
| 28  | Aleix Gómez             | Højre fløj   | 26    | 75  | FC Barcelona               |
| 29  | Aitor Ariño             | Venstre fløj | 53    | 104 | FC Barcelona               |
| 30  | Gedeón Guardiola        | Stregspiller | 138   | 166 | Rhein-Neckar Löwen         |
| 59  | Daniel Dujsjebajev      | Venstre back | 35    | 58  | Vive Kielce                |

## Kendte spillere
- David Barrufet
- Iñaki Malumbres
- Jose Javier Hombrados
- Demetrio Lozano
- Rafael Guijosa
- Iñaki Urdangarin
- Talant Dujshebaev
- Alberto Urdiales
- Mateo Garralda
- Enric Masip
- Antonio Ortega
- Rolando Uríos
- Iker Romero
- Juan García
- Alberto Entrerríos
- Albert Rocas